# Morspoort

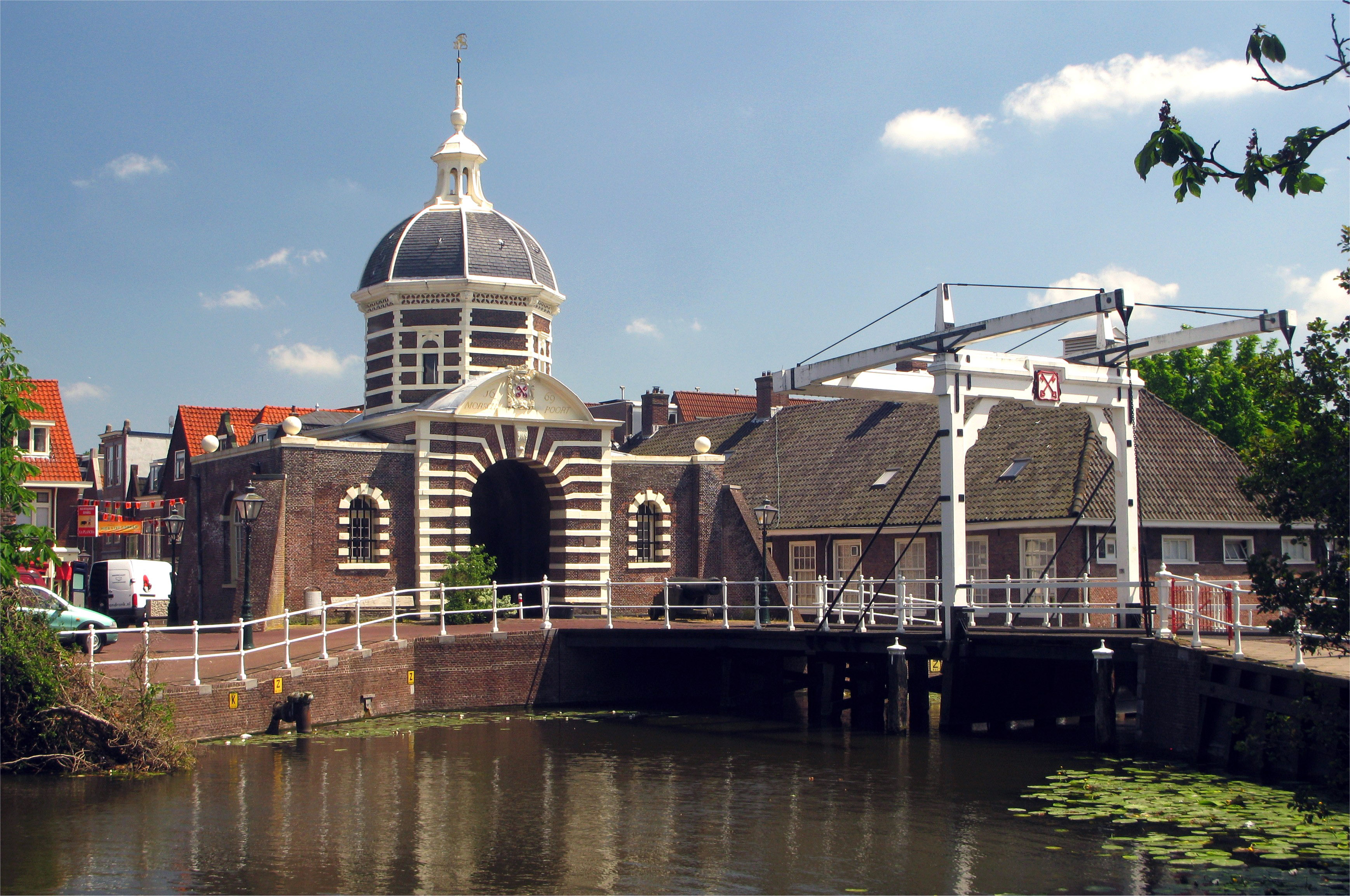
Morspoort en de Morspoortbrug

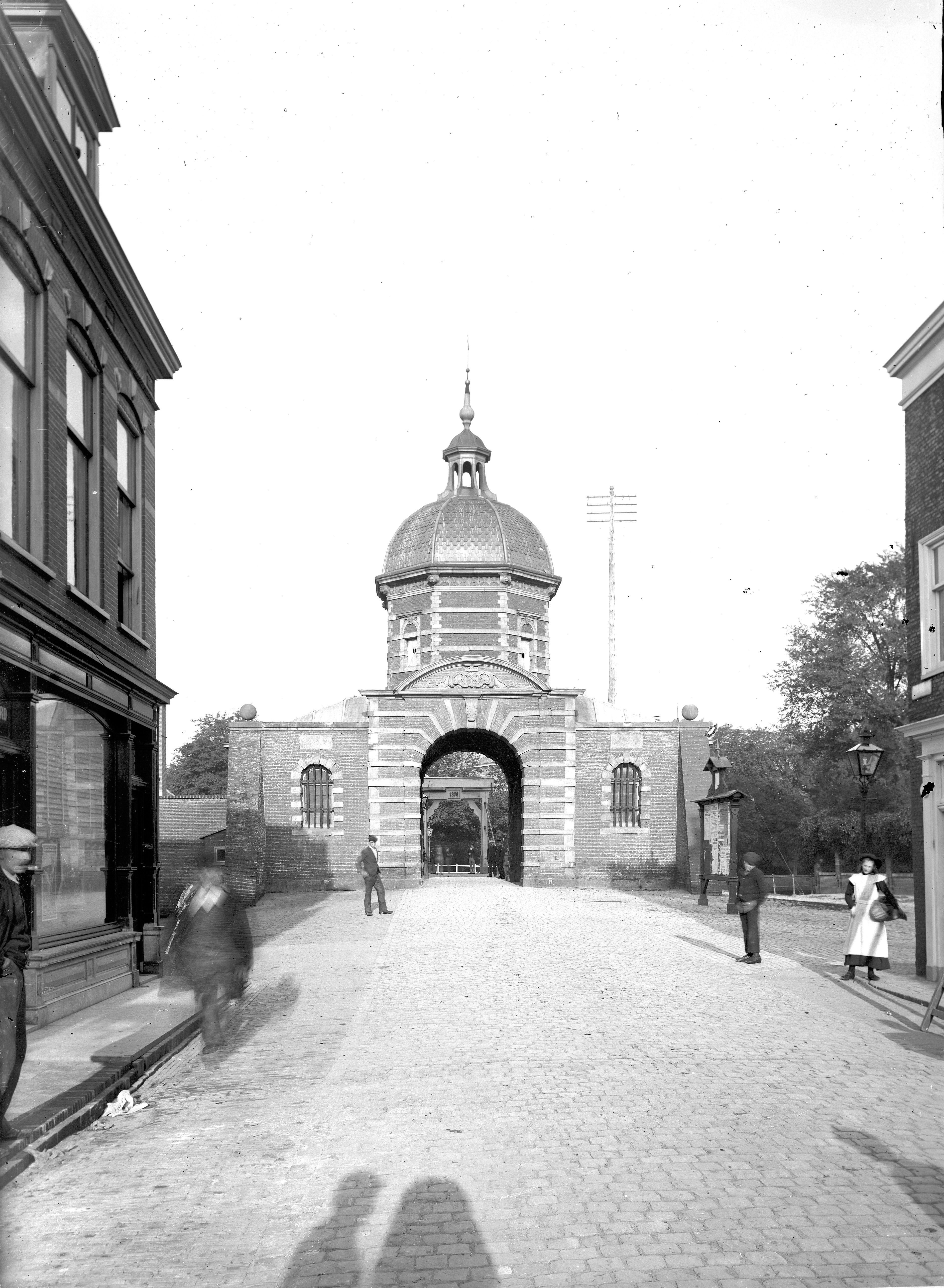
De Morspoort gezien vanuit de Morsstraat (foto: Jan Goedeljee)

De Morspoort is de westelijke stadspoort van Leiden, Zuid-Holland, Nederland, gelegen aan de Morssingel. De stenen poort is in 1669 in maniëristische stijl opgetrokken volgens een ontwerp van de Leidse bouwmeester Willem van der Helm.
De poort met een achtkantige koepel deed lange tijd dienst als gevangenis. De naam is afgeleid van De Morsch, het drassige weidegebied buiten Leiden. Het buurtje D'Oude Morsch waarin de poort staat, de Morsstraat (tussen de poort en de Haarlemmerstraat), de Morssingel en het Morsdistrict aan de andere zijde van de singel verwijzen hiernaar.
De huidige Morspoort staat op de plaats waar eerder een houten bouwwerk stond, dat rond 1611 werd opgericht toen Leiden zich naar het noorden uitbreidde. De Morspoort en de Zijlpoort zijn als enige overgebleven van de oorspronkelijk acht stadspoorten.
De poort en bijbehorende brug hebben status rijksmonument.

## Morspoort kazerne
In 1817 werd in Leiden de Morschpoortkazerne gebouwd. De kazerne lag aan het Galgewater. Aan de overzijde, aan het Noordeinde, stond de Wittepoortkazerne die of via een loopbrug (tegenwoordig de Rembrandtbrug) of een voetveer op de Morschpoortkazerne aansloot.
In de kazerne verbleven tot aan 1940 infanterie (het depot van het 4e Regiment Infanterie) en ook enige tijd bereden onderdelen. Defensie speelde tot 1981 een rol, toen de opleiding tot kok in de Doelenkazerne en tot korporaal-kok in de Morschpoortkazerne was gevestigd en naar Haarlem werd verplaatst. Leiden verloor in 1981 zijn laatste landmachtvertegenwoordiging, na vooroorlogs altijd prominent een garnizoensstad te zijn geweest.
Bestaand:
Morspoort ·
Zijlpoort

Verdwenen:
Blauwpoort (voormalige Lopsenpoort) ·
Herenpoort ·
Hogewoerdsbinnenpoort ·
Hogewoerdsbuitenpoort ·
Koepoort ·
Marepoort ·
Oude Zijlpoort ·
Rijnsburgerpoort ·
Witte Poort